# Josef Ressel

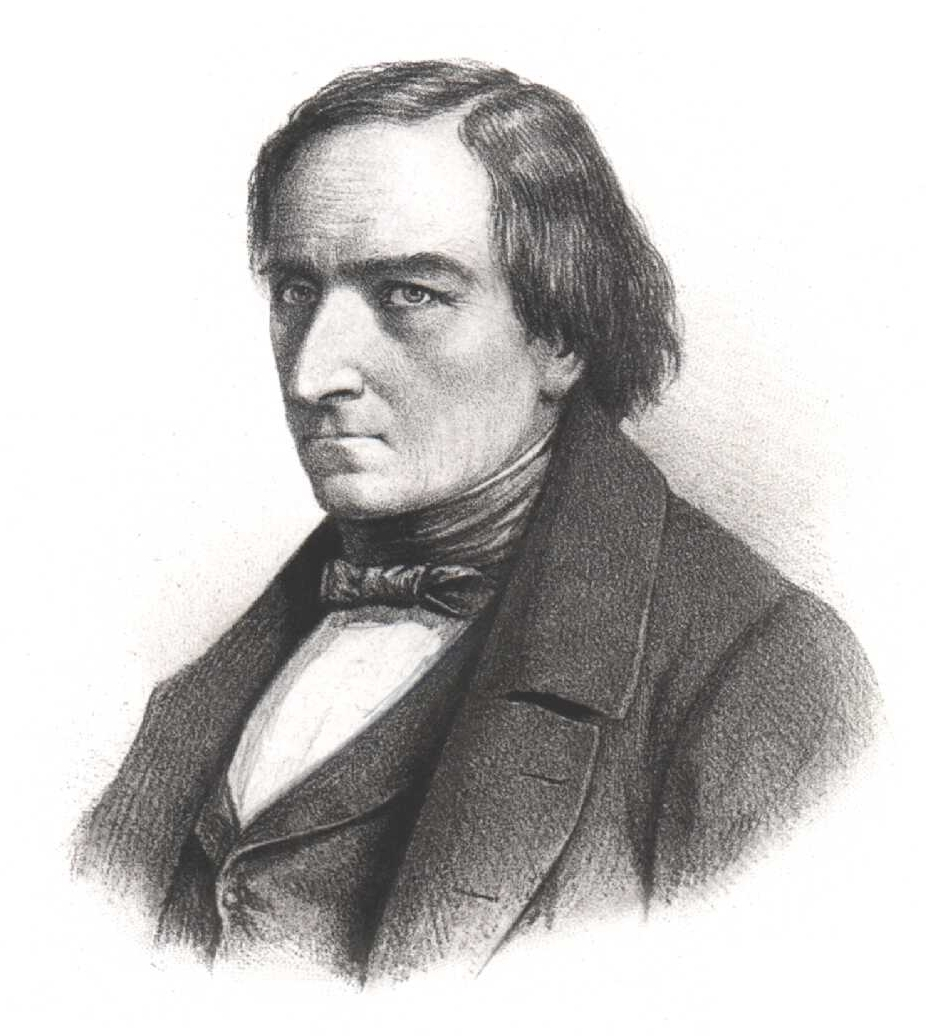
Josef Ressel

Josef Ludwig Ressel (ur. 1793  w Chrudimiu, zm. 1857 w Lublanie) – czeski wynalazca, z zawodu inżynier leśnik. W 1827 roku otrzymał patent na śrubę napędową statku. W 1829 roku zastosował drewnianą śrubę własnej konstrukcji na statku Civetta. 